# Tour de Serbie
Tour de Serbie, serb. Трка кроз Србију – wyścig kolarski rozgrywany w Serbii, zwykle w czerwcu, a w ostatnich latach we wrześniu. Od 2005 należy do cyklu UCI Europe Tour i ma kategorię 2.2.
Wyścig odbył się po raz pierwszy w 1939 i organizowany jest regularnie co roku od 1963. Rekordzistą pod względem zwycięstw w klasyfikacji generalnej jest kolarz gospodarzy Mikoš Rnjaković, który triumfował cztery razy.
Wyścig czterokrotnie wygrywali polscy kolarze: w 1963 Józef Wawra, cztery lata później Ryszard Zapała, w 2003 Jacek Walczak oraz w 2014 Jarosław Kowalczyk.

## Lista zwycięzców
| Rok                      | Pierwsze               | Drugie             | Trzecie                |          |
| ------------------------ | ---------------------- | ------------------ | ---------------------- | -------- |
| 1939                     | August Prosenik        |                    |                        |          |
| 1940                     | Janez Peternelj        |                    |                        |          |
| 1941-1962 nie rozgrywano |                        |                    |                        |          |
| 2012                     | Stefan Schumacher      | Sergey Rudaskov    | Aleksandr Priszpietnyj |          |
| 2013                     | Ivan Stević            | Piotr Kirpsza      | Patrik Tybor           |          |
| 2014                     | Jarosław Kowalczyk     | Clemens Fankhauser | Siergiej Nikołajew     |          |
| 2015                     | Iwan Sawickij          | Sergey Pomoshnikov | Artiom Topczaniuk      |          |
| 2016                     | Matej Mugerli          | Alex Turrin        | Matija Kvasina         |          |
| 2017                     | Charalambos Kastrandas | Luca Chirico       | Anton Iwaszkin         |          |
| 2018                     | Nicolás Tivani         | Jauhien Sobal      | Cristian Raileanu      |          |
| 2019                     | Enrico Salvador        | Moran Vermeulen    | Alexandr Ovsyannikov   |          |
| 2020                     | Martin Haring          | Jaime Castrillo    | Emanuel Piaskowy       |          |
| 2021                     | Jean Goubert           | Jauhien Sobal      | Tristan Delacroix      |          |
| 2022                     | Dawit Yemane           | Adne van Engelen   | Elia Carta             |          |
| 2023                     | odwołany               | odwołany           | odwołany               | odwołany |
| 2024                     | Quinten Veling         | Jaka Marolt        | Matic Žumer            |          |